# أقرن الصين
أقرن الصين (الاسم العلمي:†Sinomegaceros) هو جنس منقرض من الغزلان معروف من أوائل إلى أواخر العصر الجليدي لشرق آسيا. يعتبر جزءًا من مجموعة «الغزلان العملاقة» (غالبًا ما يشار إليها بشكل جماعي بأعضاء القبيلة الأقرناوية Megacerini)، مع احتمال وجود علاقة وثيقة مع جنس الأقرن. تتميز العديد من أعضاء الجنس بشوكات طرة القرون راحية الشكل.